# أليس أبادام
كانت أليس أبادام (2 يناير 1856- 1940) مدافعة عن حق المرأة بالتصويت، ونسوية، وخطيبة عامة ويلزية.

## نشأتها
وُلدت أبادام في لندن عام 1856 لإدوارد أبادام وزوجته لويزا (واسم عائلتها قبل الزواج تايلور) أبادام. كان والدها الابن الأكبر لإدوارد هاملين آدمز، وهو مصرفي جامايكي المولد وتاجر كسب أمواله في المهجر قبل أن يستقل في بريطانيا. في 1825، اشترى إدوارد هاملين آدمز ميديلتون هول في كارمارثنشاير عقب وفاة مالكها السير ويليام باكستون. ورث ابنه إدوارد ميديلتون هول في 1842، والذي أضاف الاسم الأبوي أب‘ لاسم العائلة.
عاشت أبادام، بحسب روايتها الشخصية، طفولة سعيدة وتلقت تعليمها على يد مربية في ميديلتون هول. كانت أصغر سبعة أطفال، ولم ترَ أمها، التي كانت في صحة متردية سببها اكتئاب ما بعد الولادة، إلا قليلًا. بحلول عام 1861، كانت أمها تعيش بعيدًا عن العائلة في برايتون، وفي 1871 عادت لتعيش في موطن والدها بدورست. على الرغم من أنهما عاشا منفصلين، ظل والداها متزوجين حتى وفاة إدوارد في 1875.
كان والدها شريفًا أعلى في كارمارثنشاير. كانت له آراء معادية لرجال الدين، لكن أبادم تحولت إلى الكاثوليكية في 1880. بسبب تنشئتها الموسيقية، صارت عازفة بيانو وقائدة جوقة في كنيسة سانت ماري بيونيون ستريت في مركز كارمارثن. التقت أبادام بالدكتورة أليس فوي جونسون، وهي أخصائية اجتماعية، وظلتا رفيقتين لبقية حياتهما.

## عملها في الدفاع عن حق المرأة بالتصويت
في 1905، انضمت أبادام إلى الجمعية المركزية لحق المرأة بالتصويت. صارت متحدثة شهيرة وخاطبت عددًا من جمعيات حق المرأة بالتصويت، بما في ذلك جولة تحدثية لمدة أسبوعين حول برمنغهام في عام 1908، ومناطق أخرى في «الشمال» على الدراجة الهوائية في الغالب، ورسمت تجاربها.
انتسبت أبادام بصفة «اشتراكية مستقلة» إلى الاتحاد الاجتماعي والسياسي للمرأة (دبليو إس بّي يو) وبيان حزب العمال المستقل في 1906، وفي 1911، أطلقت صحيفة أصوات للنساء التابعة لدبليو إس بّي يو على أبادام لقب «تلك المتحدثة المعروفة في القضايا الاجتماعية». حضرت عشاء سافوي للإفراج عن سجناء دبليو إس بّي يو في 1906، لكنها ابتعدت عن الحركة المسلحة في العام التالي. كانت أبادام إحدى الموقعات (ومن بينهن إديث هاو مارتين، وتشارلوت ديسبارد، وتيريزا بيلينغتون غريغ، وماريون كوتس هانسن، وإرين ميلر، وغيرهن) على رسالة إلى إيميلين بانكيرست تشرح انزعاجهن في 14 سبتمبر 1907 وتؤسس اتحاد حرية النساء البديل. صارت أبادام رئيسة لجمعية بيكنهام لندن لحق المرأة بالتصويت في 1908 أولًا، ثم جمعية حق المرأة بالتصويت في نوروود وفي المنطقة.
تكلمت أبادام في 1911 عن «كيف سيؤثر التصويت على تجارة الرقيق البيض» أمام اتحاد مانسفيلد الوطني لجمعيات حق المرأة بالتصويت، وفي نفس العام، عندما تشكلت جمعية حق المرأة بالتصويت الكاثوليكية، حثت النساء الكاثوليكيات على التحرك من الأعمال الخيرية المحلية أو الصغيرة لإقامة حملات مشتركة من أجل «التأثير على حياة الملايين من أخواتهن التعيسات وغير المحميات إلى الأبد».